# Bárbara Hernández Huerta
Bàrbara Milenka Hernández Huerta (Santiago de Xile, 31 de desembre de 1985) és una nedadora xilena especialitzada en natació en aigües obertes. Coneguda com «La Sirena de Gel» s'ha consolidat com a número u al rànquing mundial d'aigües gèlides, una disciplina que practica des de l'any 2014 quan va ser convidada a la Patagònia argentina per a nedar a la glacera Perito Moreno.

## Trajectòria
Hernández es va graduar en Psicologia l'any 2012 a la Universitat de Xile. El 2018 va obtenir el primer lloc del rànquing de la International Winter Swimming Association. El seu entrenador actual és Gabriel Torres Galaz.
Hernández vol ser la primera nedadora xilena a realitzar el repte dels Set Oceans, dels quals el 2023 ja havia complert: l'Estret de Gibraltar, el Canal de la Mànega, el Canal de Catalina a Califòrnia, l'illa Molokai i el Canal del Nord.
El 5 de febrer de 2023 va batre el rècord mundial de natació en aigües gèlides en completar una travessia de 2,5 km, en 40 minuts i 50 segons, amb l'aigua a 2,2 graus sota zero a l'Antàrtida per a conscienciar la humanitat de la necessitat de protegir les seves aigües.